# Wil Frenken
Wil Frenken (* 1935 in Kleve) ist ein deutscher Aktionskünstler.

## Leben und Werk
Wil Frenken wurde 1935 in Kleve geboren und machte dort im Betrieb seines Vaters eine Lehre als Tapezierer. Er studierte Architektur und Malerei in Krefeld an der Hochschule Niederrhein und in Wien an der Akademie für Bildende Kunst. Er zog 1960 ins österreichische Burgenland. 1980 ließ er sich in Stuttgart nieder, um dort zu leben und zu arbeiten. Von 1985 bis 1991 war er Mitherausgeber der avantgardistischen Zeitschrift Der Chlebnizist. Drei Jahre hatte er einen Lehrauftrag an der Universität Duisburg-Essen im Fachbereich Kunst. Er gründete die Buchhandlung Buch Julius und wechselte seinen Wohnsitz erst nach Todtmoos, dann nach Niedersachsen und schließlich 2005 zurück an den Niederrhein, wo er mit seiner Frau, Ingrid Frenken-Wolff, in Hamminkeln arbeitet und lebt.
Wil Frenken war mit Fria Elfen-Frenken verheiratet. Das Künstlerpaar hatte zusammen die Werkstatt Breitenbrunn initiiert und geführt, wo bis in die 1980er für diese Zeit Avantgardistisches wie Fluxus, Konkrete Kunst, Visuelle Poesie, Experimentalfilme, neue Musik oder Computerkunst produziert, präsentiert und diskutiert wurde.
Bekannt wurde Frenken vor allem mit seiner Aktionskunst, den ART-erweiterungen und den Umgebungsdrucken. Werke von Frenken wurden auf der documenta 6 in Kassel gezeigt.
Besonderes Aufsehen erregte sein Abdruck eines VWs 1:1, der nicht nur an verschiedenen Orten in Deutschland, sondern auch auf der ART 1980 in New York gezeigt wurde. Von seinen zahlreichen Aktionen ist Verbrannte Bücher-Verbannte Bücher die bekannteste. Texte von Schriftstellern, die von den Nazis verfolgt waren, wurden von seiner zweiten Frau Susanne Frenken, gelesen, von Wil Frenken eingeschwärzt und mit den dazugehörigen Büchern in eine immer größer werdende Rolle eingebracht. Diese Aktion fand mit großem Erfolg in verschiedenen europäischen Ländern statt.

## Publikationen
- Wil Frenken: Umgebungsdrucke. Landesgalerie im Schloss Esterhazy, Eisenstadt, 2.2. bis 6.3. 1977. Hrsg. vom Amt der Burgenländischen Landesregierung.
- Wil Frenken: Love is Color – Color is Black. AIVerlag, Stuttgart 1981.
- Wil Frenken: Jenseits der Alphabete. Hrsg. von Eva Maria Hanebutt-Benz Mainz: Gutenberg-Museum 1992.